# Rau (Moshi)
Rau ist ein Verwaltungsbezirk (Ward) des Distrikts Moshi (MC) in der tansanischen Region Kilimandscharo.

## Geografie
Rau liegt im Nordosten von Tansania im Norden der Regionshauptstadt Moshi. Der Bezirk liegt nördlich der Nationalstraße T2, die Grenze im Westen bildet die Sokoine Avenue, im Osten der Fluss Rau.
Der Bezirk grenzt im Norden an Uru Kusini, im Nordosten an Uru Mashariki, im Osten an Mbokomu, alle im Distrikt Moshi. Im Südosten grenzt der Bezirk jeweils kurz an Kiboriloni, Msaranga, Mji Mpya und Majengo, im Süden an Mfumuni und im Westen an Longuo B. Bei der Volkszählung 2022 lebten 11.745 Menschen in 3989 Haushalten auf einer Fläche von 2,6 Quadratkilometern.

## Gliederung
Der Bezirk besteht aus drei Stadtteilen (Mtaa):
- Karikacha
- Kariwa Chini
- Sabasaba